# Basa István (református lelkész)
Basa István (egerpataki) (Koronka, 1743 – 1808. július 27.) református pap, tanár.

## Élete
Apja id. Basa István (1705-1750) szintén református lelkész volt. Miután Marosvásárhelyen befejezte tanulmányait a református kollégiumban, gróf Toldalagi Ferenc mellett lett nevelő. Utóbb a marburgi egyetemre ment, ahol két évet töltött. Innen hazatérve, nagysajói pap lett. 1774. május 1-jén befolyásos főurak támogatásával a marosvásárhelyi kollégiumban a teológia s egyháztörténet tanárává választották, Backamadarasi Kis Gergely ellenében. 1782-ben a főkonzisztórium egyik jelöltje volt a megüresedett főjegyzői tisztségre, de nem őt választották meg. A kollégiumban 1800. nyaráig tanított,  ekkor nyugalomba vonult, de nyugdíjat nem kapott. Tanársága idején felépíttette a kollégium nagytermét.

## Munkái
Maga sok rendbeli szenvedéseivel, de egyszersmind az Istennek kegyelmes szabadításaival dicsekedhető Isten népének győzedelmi hálaadó éneke. Azaz: halotti beszéd gyerő-monostori báró Kemény Miklós élete párjának gr. Tzegei Wass Krisztina asszony ő nagyságának utolsó tisztessége napján… 1775-ben. Kolozsvár, 1778. (A Gombási István és mások által mondott és Emlékezet köveiből épült tisztesség temploma címmel kiadott gyászbeszédek között.)
Kéziratban: Historiae eccles. praelectiones secundum Joh. Alph. Turettini. Dobolly Ts. Dániel által Marosvásárhelytt 1779-ben írt másolatban az Országos Széchényi Könyvtárban.

## További irodalom
- Fodor István: Krónikás Füzetek, IV. sorozat 8. szám
- Csekme István: A marosvásárhelyi református temető 1988-ban. Marosvásárhely, 1994